# Hiroshi Noguchi
Hiroshi Noguchi (Ibaraki, 25 februari 1972) is een voormalig Japans voetballer.

## Carrière
Hiroshi Noguchi speelde tussen 1994 en 2003 voor Kyoto Purple Sanga en Omiya Ardija.